# Sauber C16
Sauber C16 je Sauberjev dirkalnik Formule 1, ki je bil v uporabi v sezoni 1997, ko so z njim dirkali Johnny Herbert, Nicola Larini, Gianni Morbidelli in Norberto Fontana. Gianni Morbidelli, ki je nastopil na osmih dirkah, in Norberto Fontana, ki je nastopil na štirih dirkah, se višje od devetega mesta nista prebila. Prve točke za C16 je osvojil Nicola Larini, ki je nastopal na prvih petih dirkah sezone, že na prvi dirki sezona za Veliko nagrado Avstralije s šestim mestom. Daleč največ točk pa je moštvu prinesel Johnny Herbert s tretjim mestom na Veliki nagradi Madžarske, ob tem pa še dvema četrtima, dvema petima in enim šestim mestom. Skupno je to Sauber postavilo na sedmo mesto v konstruktorskem prvenstvu s šestnajstimi točkami.

## Popolni rezultati Formule 1
(legenda)
| Leto | Moštvo | Motor        | Gume | Dirkači           | 1   | 2   | 3   | 4   | 5   | 6   | 7   | 8   | 9   | 10  | 11  | 12  | 13  | 14  | 15  | 16  | 17  | Toč | Prv |
| ---- | ------ | ------------ | ---- | ----------------- | --- | --- | --- | --- | --- | --- | --- | --- | --- | --- | --- | --- | --- | --- | --- | --- | --- | --- | --- |
| 1997 | Sauber | Petronas V10 | G    |                   | AVS | BRA | ARG | SMR | MON | ŠPA | KAN | FRA | VB  | NEM | MAD | BEL | ITA | AVT | LUK | JAP | EU  | 16  | 7.  |
| 1997 | Sauber | Petronas V10 | G    | Johnny Herbert    | Ret | 7   | 4   | Ret | Ret | 5   | 5   | 8   | Ret | Ret | 3   | 4   | Ret | 8   | 7   | 6   | 8   | 16  | 7.  |
| 1997 | Sauber | Petronas V10 | G    | Nicola Larini     | 6   | 11  | Ret | 7   | Ret |     |     |     |     |     |     |     |     |     |     |     |     | 16  | 7.  |
| 1997 | Sauber | Petronas V10 | G    | Gianni Morbidelli |     |     |     |     |     | 14  | 10  | Inj | Inj | Inj | Ret | 9   | 12  | 9   | 9   | DNS | Inj | 16  | 7.  |
| 1997 | Sauber | Petronas V10 | G    | Norberto Fontana  |     |     |     |     |     |     |     | Ret | 9   | 9   |     |     |     |     |     |     | 14  | 16  | 7.  |